# Герб Ржавок
Герб муниципального образования городское поселение Ржа́вки Солнечногорского муниципального района Московской области Российской Федерации — один из официальных символов (наряду с флагом) городского поселения Ржавки.
Герб утвержден 16 февраля 2011 года Решением Совета Депутатов городского поселения Ржавки № 22/3.
Герб внесён в Государственный геральдический регистр Российской Федерации, регистрационный номер — 6735.

## Описание герба
В лазоревом поле с зеленой оконечностью обремененной золотым поясом, вырастающий из пояса таковой же дуб, с зеленой листвой, усеянной золотыми желудями.

Герб городского поселения Ржавки может воспроизводиться с вольной частью (герб Московской области)в соответствии со ст. 10 Закона Московской области № 183/2005-ОЗ «О гербе Московской области».

## Описание символики герба
Герб языком символов и аллегорий отражает исторические, экономические и культурные особенности городского поселения Ржавки.
Дуб в гербе поселения символически отражает: расположение поселения в Солнечногорском районе (в гербе Солнечногорского района изображены три дерева); стойкость защитников Москвы в годы Великой Отечественной войны (на территории поселения шли ожесточенные бои, память о которых увековечена мемориальным комплексом и братской могилой советских воинов, погибших в битве за Москву в 1941 г.); красоту и уникальность здешней природы (поселок расположен среди огромного участка леса, на территории поселка большое внимание уделяется благоустройству и зеленым насаждениям).
Символика дуба многозначна: символ стойкости, крепости, выносливости; символ долголетия, бессмертия; символ силы, мощи красоты; золотые желуди — аллегория «золотых» рук научных и практических кадров многочисленных институтов и фирм, расположенных в поселке (институт ВНИИПП, предприятие ФГУП «Племптица», проектный институт «Мосмясомолпромпроект» и др.).
Золотой пояс — аллегория трассы Москва—Санкт-Петербург, вдоль которой расположен поселок Ржавки (бывшая деревня Ржавки расположена по другую сторону трассы).
Лазурь — символ возвышенных устремлений, искренности, преданности, возрождения.
Золото — символ высшей ценности, великодушия, богатства, урожая.
Зеленый цвет символизирует весну, здоровье, природу, надежду.
Герб разработан при содействии Союза геральдистов России.
Авторы герба: идея — Ярослав Станкович (Ржавки), геральдическая доработка — Константин Мочёнов (Химки); художник и компьютерный дизайн — Оксана Афанасьева (Москва); обоснование символики — Вячеслав Мишин (Химки).